# Verein für Bewegungsspiele Stuttgart 1893 1987-1988
Questa voce raccoglie le informazioni riguardanti il Verein für Bewegungsspiele Stuttgart 1893 nelle competizioni ufficiali della stagione 1987-1988.

## Stagione
Nella stagione 1987-1988 il Stoccarda, allenato da Arie Haan, concluse il campionato di Bundesliga al 4º posto. In Coppa di Germania il Stoccarda fu eliminato al primo turno dal Colonia.

## Rosa
| N. |                     | Ruolo | Calciatore          |
| -- | ------------------- | ----- | ------------------- |
| 6  | Germania (bandiera) | D     | Guido Buchwald      |
| 13 | Germania (bandiera) | D     | Günther Schäfer     |
| 22 | Germania (bandiera) | P     | Eberhard Trautner   |
|    | Germania (bandiera) | P     | Eike Immel          |
|    | Germania (bandiera) | D     | Bertram Beierlorzer |
|    | Germania (bandiera) | D     | Klaus Mirwald       |
|    | Germania (bandiera) | D     | Alexander Strehmel  |
|    | Germania (bandiera) | D     | Rainer Zietsch      |
|    | Germania (bandiera) | C     | Karl Allgöwer       |
|    | Germania (bandiera) | C     | Rolf Baumann        |

| N. |                     | Ruolo | Calciatore          |
| -- | ------------------- | ----- | ------------------- |
|    | Germania (bandiera) | C     | Maurizio Gaudino    |
|    | Germania (bandiera) | C     | Jürgen Hartmann     |
|    | Germania (bandiera) | C     | Gerhard Poschner    |
|    | Germania (bandiera) | C     | Michael Schröder    |
|    | Germania (bandiera) | C     | Rainer Schütterle   |
|    | Islanda (bandiera)  | C     | Ásgeir Sigurvinsson |
|    | Germania (bandiera) | A     | Jürgen Klinsmann    |
|    | Germania (bandiera) | A     | Andreas Merkle      |
|    | Germania (bandiera) | A     | Stefan Schmitt      |
|    | Germania (bandiera) | A     | Fritz Walter        |

## Organigramma societario
Area tecnica
- Allenatore: Arie Haan
- Allenatore in seconda: Willi Entenmann
- Preparatore dei portieri:
- Preparatori atletici:

## Calciomercato

### Sessione estiva
| Acquisti | Acquisti          | Acquisti             | Acquisti |
| R.       | Nome              | da                   | Modalità |
| -------- | ----------------- | -------------------- | -------- |
| C        | Rolf Baumann      | VfL Kirchheim/Teck   |          |
| C        | Maurizio Gaudino  | Waldhof Mannheim     |          |
| C        | Gerhard Poschner  | Stoccarda (juniores) |          |
| C        | Jürgen Prange     | VfL Oldenburg        |          |
| C        | Rainer Schütterle | Karlsruhe            |          |
| A        | Fritz Walter      | Waldhof Mannheim     |          |

| Cessioni | Cessioni           | Cessioni             | Cessioni |
| R.       | Nome               | a                    | Modalità |
| -------- | ------------------ | -------------------- | -------- |
| C        | Klaus Perfetto     | Ulma                 |          |
| C        | Jürgen Prange      | Meppen               |          |
| C        | Ralf Allgöwer      | Kickers Stoccarda    |          |
| A        | Leo Bunk           | Alemannia Aquisgrana |          |
| C        | Martin Fritz       | Freiburger           |          |
| D        | Bernd Kirchstetter | 1. FC Pforzheim      |          |
| C        | Andreas Müller     | Hannover 96          |          |
| D        | Michael Nushöhr    | Kaiserslautern       |          |
| A        | Predrag Pašić      | Monaco 1860          |          |

### Sessione invernale
| Acquisti | Acquisti | Acquisti | Acquisti |
| R.       | Nome     | da       | Modalità |
| -------- | -------- | -------- | -------- |

| Cessioni | Cessioni | Cessioni | Cessioni |
| R.       | Nome     | a        | Modalità |
| -------- | -------- | -------- | -------- |

## Risultati

### Bundesliga

#### Girone di andata
| Arbitro: | Zimmermann |

|                             |           |                |
| Walter 44’ Sigurvinsson 48’ | Marcatori | 61’ Westerbeek |

| Norimberga 8 agosto 1987, ore 15:30 CEST 2ª giornata | Norimberga | 0 – 0 referto | Stoccarda | Städtisches Stadion (37 500 spett.)\| Arbitro: \| Theobald \| |
| Arbitro:                                             | Theobald   |               |           |                                                               |

| Arbitro: | Barnick |

|                                                         |           |  |
| Sigurvinsson 2’, 86’ Klinsmann 24’, 50’, 57’ Walter 88’ | Marcatori |  |

| Arbitro: | Pauly |

|  |           |                 |
|  | Marcatori | 66’, 76’ Walter |

| Arbitro: | Osmers |

|  |           |                        |
|  | Marcatori | 19’ Povlsen 71’ Allofs |

| Arbitro: | Kautschor |

|                                                               |           |                     |
| Meier 11’ Ordenewitz 45’, 61’, 85’ (rig.) Buchwald 51’ (aut.) | Marcatori | 83’ (rig.) Allgöwer |

| Arbitro: | Schmidhuber |

|                                           |           |  |
| Walter 36’, 71’ (rig.), 73’ Klinsmann 84’ | Marcatori |  |

| Arbitro: | Werner |

|                               |           |                                              |
| Müller 13’ Reich 34’ Kohn 52’ | Marcatori | 48’ (aut.) Geils 50’ Schütterle 80’ Schröder |

| Arbitro: | Kruse |

|                           |           |                      |
| Allgöwer 5’ Klinsmann 35’ | Marcatori | 48’ Spies 82’ Heisig |

| Arbitro: | Assenmacher |

|                        |           |               |
| Hartmann 26’ Lelle 49’ | Marcatori | 83’ Klinsmann |

| Arbitro: | Gabor |

|                               |           |  |
| Klinsmann 36’ Walter 62’, 77’ | Marcatori |  |

| Arbitro: | Wiesel |

|                          |           |                                                            |
| Herget 32’ Kirchhoff 54’ | Marcatori | 11’, 84’ Perfetto 51’ Schütterle 78’ Klinsmann 88’ Mirwald |

| Arbitro: | Föckler |

|                                      |           |  |
| Kroth 19’ von Heesen 35’ Okoński 80’ | Marcatori |  |

| Arbitro: | Brehm |

|                                      |           |        |
| Klinsmann 16’, 20’ Schröder 51’, 84’ | Marcatori | 8’ Cha |

| Arbitro: | Theobald |

|                 |           |                          |
| Helmer 48’, 80’ | Marcatori | 36’ Allgöwer 88’ Zietsch |

| Arbitro: | Pauly |

|                                       |           |  |
| Klinsmann 18’ Walter 71’ Hartmann 90’ | Marcatori |  |

| Arbitro: | Ahlenfelder |

|                        |           |                  |
| Güttler 18’ Bührer 22’ | Marcatori | 30’ Sigurvinsson |

#### Girone di ritorno
| Arbitro: | Osmers |

|                           |           |                        |
| Stickroth 30’ Blättel 87’ | Marcatori | 37’ Walter 54’ Gaudino |

| Arbitro: | Weber |

|  |           |              |
|  | Marcatori | 20’ Eckstein |

| Arbitro: | Umbach |

|  |           |             |
|  | Marcatori | 83’ Gaudino |

| Arbitro: | Kautschor |

|                |           |  |
| Schütterle 68’ | Marcatori |  |

| Arbitro: | Zimmermann |

|            |           |                  |
| Engels 77’ | Marcatori | 73’ Sigurvinsson |

| Arbitro: | Föckler |

|            |           |  |
| Walter 73’ | Marcatori |  |

| Arbitro: | Heitmann |

|                                  |           |                                           |
| Klinkert 8’ Thon 36’, 59’ (rig.) | Marcatori | 1’ Allgöwer 3’, 13’ Klinsmann 24’ Schäfer |

| Arbitro: | Ahlenfelder |

|                               |           |           |
| Walter 25’ Klinsmann 75’, 77’ | Marcatori | 76’ Reich |

| Arbitro: | Weber |

|  |           |                            |
|  | Marcatori | 21’ Allgöwer 86’ Klinsmann |

| Arbitro: | Kruse |

|                                               |           |  |
| Schütterle 59’ Allgöwer 83’ (rig.) Walter 85’ | Marcatori |  |

| Arbitro: | Wiesel |

|                                                          |           |              |
| Iwan 4’ Kree 19’ Schäfer 22’ (aut.) Leifeld 70’ Nehl 73’ | Marcatori | 61’ Buchwald |

| Arbitro: | Gächter |

|             |           |                                |
| Allgöwer 8’ | Marcatori | 24’ Klinger 51’ Mathy 61’ Fach |

| Arbitro: | Pauly |

|                                                          |           |               |
| Walter 1’ Kober 16’ (aut.) Schäfer 24’ Allgöwer 50’, 72’ | Marcatori | 7’ von Heesen |

| Arbitro: | Gabor |

|                                 |           |              |
| Falkenmayer 31’ (rig.) Götz 88’ | Marcatori | 15’ Strehmel |

| Arbitro: | Schmidhuber |

|                    |           |                          |
| Klinsmann 66’, 90’ | Marcatori | 13’ (rig.) Zorc 46’ Mill |

| Arbitro: | Brückner |

|                  |           |               |
| Matthäus 9’, 49’ | Marcatori | 80’ Klinsmann |

| Arbitro: | Ahlenfelder |

|            |           |            |
| Walter 42’ | Marcatori | 86’ Bührer |

### Coppa di Germania
| Arbitro: | Gabor |

|                                |           |  |
| Littbarski 27’, 37’ Engels 90’ | Marcatori |  |

## Statistiche

### Statistiche di squadra
| Competizione      | Punti | In casa | In casa | In casa | In casa | In casa | In casa | In trasferta | In trasferta | In trasferta | In trasferta | In trasferta | In trasferta | Totale | Totale | Totale | Totale | Totale | Totale | DR  |
| Competizione      | Punti | G       | V       | N       | P       | Gf      | Gs      | G            | V            | N            | P            | Gf           | Gs           | G      | V      | N      | P      | Gf     | Gs     | DR  |
| ----------------- | ----- | ------- | ------- | ------- | ------- | ------- | ------- | ------------ | ------------ | ------------ | ------------ | ------------ | ------------ | ------ | ------ | ------ | ------ | ------ | ------ | --- |
| Bundesliga        | 40    | 17      | 11      | 3       | 3       | 41      | 15      | 17           | 5            | 5            | 7            | 28           | 34           | 34     | 16     | 8      | 10     | 69     | 49     | +20 |
| Coppa di Germania | -     | 0       | 0       | 0       | 0       | 0       | 0       | 1            | 0            | 0            | 1            | 0            | 3            | 1      | 0      | 0      | 1      | 0      | 3      | -3  |
| Totale            | 40    | 17      | 11      | 3       | 3       | 41      | 15      | 18           | 5            | 5            | 8            | 28           | 37           | 35     | 16     | 8      | 11     | 69     | 52     | +17 |

### Andamento in campionato
| Giornata  | 1 | 2 | 3 | 4 | 5 | 6 | 7 | 8 | 9 | 10 | 11 | 12 | 13 | 14 | 15 | 16 | 17 | 18 | 19 | 20 | 21 | 22 | 23 | 24 | 25 | 26 | 27 | 28 | 29 | 30 | 31 | 32 | 33 | 34 |
| --------- | - | - | - | - | - | - | - | - | - | -- | -- | -- | -- | -- | -- | -- | -- | -- | -- | -- | -- | -- | -- | -- | -- | -- | -- | -- | -- | -- | -- | -- | -- | -- |
| Luogo     | C | T | C | T | C | T | C | T | C | T  | C  | T  | T  | C  | T  | C  | T  | T  | C  | T  | C  | T  | C  | T  | C  | T  | C  | T  | C  | C  | T  | C  | T  | C  |
| Risultato | V | N | V | V | P | P | V | N | N | P  | V  | V  | P  | V  | N  | V  | P  | N  | P  | V  | V  | N  | V  | V  | V  | V  | V  | P  | P  | V  | P  | N  | P  | N  |
| Posizione | 4 | 6 | 2 | 1 | 4 | 6 | 5 | 4 | 6 | 5  | 5  | 5  | 5  | 5  | 5  | 4  | 5  | 6  | 6  | 6  | 6  | 5  | 5  | 5  | 4  | 4  | 4  | 4  | 4  | 4  | 4  | 4  | 4  | 4  |

Legenda:

Luogo: C = Casa; T = Trasferta. Risultato: V = Vittoria; N = Pareggio; P = Sconfitta.

### Statistiche dei giocatori
| Giocatore       | Bundesliga | Bundesliga | Bundesliga  | Bundesliga | Coppa di Germania | Coppa di Germania | Coppa di Germania | Coppa di Germania | Totale   | Totale | Totale      | Totale     |
| Giocatore       | Presenze   | Reti       | Ammonizioni | Espulsioni | Presenze          | Reti              | Ammonizioni       | Espulsioni        | Presenze | Reti   | Ammonizioni | Espulsioni |
| --------------- | ---------- | ---------- | ----------- | ---------- | ----------------- | ----------------- | ----------------- | ----------------- | -------- | ------ | ----------- | ---------- |
| K. Allgöwer     | 31         | 9          | 1           | 0          | 1                 | 0                 | 0                 | 0                 | 32       | 9      | 1           | 0          |
| R. Baumann      | 3          | 0          | 1           | 0          | 0                 | 0                 | 0                 | 0                 | 3        | 0      | 1           | 0          |
| B. Beierlorzer  | 11         | 0          | 0           | 0          | 1                 | 0                 | 0                 | 0                 | 12       | 0      | 0           | 0          |
| G. Buchwald     | 30         | 1          | 3           | 0          | 1                 | 0                 | 1                 | 0                 | 31       | 1      | 4           | 0          |
| M. Gaudino      | 30         | 2          | 0           | 0          | 1                 | 0                 | 0                 | 0                 | 31       | 2      | 0           | 0          |
| J. Hartmann     | 25         | 1          | 2           | 0          | 1                 | 0                 | 0                 | 0                 | 26       | 1      | 2           | 0          |
| E. Immel        | 29         | 0          | 2           | 0          | 1                 | 0                 | 0                 | 0                 | 30       | 0      | 2           | 0          |
| J. Klinsmann    | 34         | 19         | 3           | 0          | 1                 | 0                 | 0                 | 0                 | 35       | 19     | 3           | 0          |
| A. Merkle       | 9          | 0          | 0           | 0          | 0                 | 0                 | 0                 | 0                 | 9        | 0      | 0           | 0          |
| K. Mirwald      | 18         | 1          | 2           | 0          | 0                 | 0                 | 0                 | 0                 | 18       | 1      | 2           | 0          |
| K. Perfetto     | 3          | 2          | 0           | 0          | 0                 | 0                 | 0                 | 0                 | 3        | 2      | 0           | 0          |
| G. Poschner     | 15         | 0          | 1           | 0          | 1                 | 0                 | 0                 | 0                 | 16       | 0      | 1           | 0          |
| S. Schmitt      | 1          | 0          | 0           | 0          | 1                 | 0                 | 0                 | 0                 | 2        | 0      | 0           | 0          |
| M. Schröder     | 25         | 3          | 4           | 0          | 1                 | 0                 | 1                 | 0                 | 26       | 3      | 5           | 0          |
| G. Schäfer      | 28         | 2          | 12          | 0          | 0                 | 0                 | 0                 | 0                 | 28       | 2      | 12          | 0          |
| R. Schütterle   | 32         | 4          | 2           | 0          | 1                 | 0                 | 0                 | 0                 | 33       | 4      | 2           | 0          |
| Á. Sigurvinsson | 16         | 5          | 4           | 0          | 0                 | 0                 | 0                 | 0                 | 16       | 5      | 4           | 0          |
| A. Strehmel     | 26         | 1          | 2           | 0          | 1                 | 0                 | 0                 | 0                 | 27       | 1      | 2           | 0          |
| E. Trautner     | 6          | 0          | 0           | 0          | 0                 | 0                 | 0                 | 0                 | 6        | 0      | 0           | 0          |
| F. Walter       | 33         | 16         | 0           | 0          | 1                 | 0                 | 0                 | 0                 | 34       | 16     | 0           | 0          |
| R. Zietsch      | 26         | 1          | 2           | 0          | 0                 | 0                 | 0                 | 0                 | 26       | 1      | 2           | 0          |